# Matthew Calbraith Perry
Matthew Calbraith Perry (10. dubna 1794 South Kingstown, Rhode Island – 4. března 1858 New York) byl komodor Námořnictva Spojených států amerických, který velel lodím v několika válkách včetně britsko-americké války v roce 1812 a mexicko-americké války (1846–1848). Jako velitel námořní eskadry Spojených států amerických v Tichomoří sehrál v letech 1853–1854 významnou roli při ukončení izolace Japonska a konci šógunátu Tokugawa neboli bakumacu, když jeho  loďstvo zakotvilo u japonského hlavního města, a donutilo tak šógunát k otevření přístavů. Následným uzavřením obchodní smlouvy s USA v roce 1854 byla zlomena více než dvousetletá izolace Japonska.
Perry se zajímal o vzdělávání námořních důstojníků a pomáhal vytvořit učební osnovy, jež se staly základem výuky na Námořní akademii Spojených států. Stal se rovněž předním zastáncem modernizace námořnictva Spojených států. V USA byl považován za „otce parního námořnictva“.

## Původ
Matthew C. Perry pocházel z rodiny, z níž vzešla řada námořních velitelů, námořních pilotů, politiků, umělců, právníků, lékařů a duchovních. Byl synem námořního kapitána Christophera Raymonda Perryho (1761–1818)  a jeho ženy Sarah Wallaceové rozené Alexanderové (1768–1830). Perryho matka se narodila v irském hrabství Down a byla potomkem strýce skotského národního hrdiny Williama Wallace. Jeho dědeček z otcovy strany, James Freeman Perry, byl chirurg, babička Mercy Hazardová byla potomkem guvernéra Thomase Prence.

## Námořní kariéra
V roce 1809 obdržel Perry hodnost praporčíka námořnictva a zpočátku sloužil na škuneru USS Revenge pod velením svého staršího bratra, poté byl převelen na válečnou fregatu USS President, kde sloužil jako pobočník komodora Johna Rodgerse (1772–1838). Na Presidentovi sloužil i během britsko-americké války v roce 1812 a byl přítomen střetnutí s britskou fregatou HMS Belvidera, na niž komodor Rodgers vypálil první výstřel této války. Výbuch jednoho z děl později zabil několik mužů a zranil Rodgerse, Perryho a další. Perry byl poté převelen na fregatu USS United States, jíž velel komodor Stephen Decatur, ale zažil s ní jen málo bojových střetů, protože ji britská flotila držela do konce války uvězněnou v connecticutském přístavu New London. 
Po podepsání Gentského míru, který britsko-americkou válku ukončil, sloužil Perry na různých lodích ve Středozemním moři. Za druhé berberské války sloužil pod komodorem Williamem Bainbridgem. Poté byl převelen na palubu fregaty USS Cyane, která v letech 1819–1820 hlídkovala u západoafrického pobřeží a chránila liberijskou kolonii. V letech 1820–1821 se pohybovala v západoindických vodách s úkolem bojovat proti pirátům a obchodu s otroky. 
Mezi roky 1821 až 1825 velel Perry škuneru USS Shark s 12 děly, který byl poslán k západoafrickým břehům, aby podpořil společné americko-britské snahy zamezit transatlantickému obchodu s otroky. 
V letech 1826 až 1827 sloužil jako náčelník štábu komodora Johna Rodgerse. Roku 1828 se vrátil do Charlestonu v Jižní Karolíně k pobřežní službě, načež se roku 1830 ujal velení dělové šalupy USS Concord. V tomto období, když se svou lodí kotvil v ruském Kronštadtu, obdržel nabídku ke službě v Ruském carském námořnictvu, kterou však odmítl. 
Mezi roky 1833 až 1837 sloužil jako druhý důstojník v Newyorských loděnicích Námořnictva (dnes Brooklynské loděnice Námořnictva). Koncem této služby byl povýšen do kapitánské hodnosti.

### Připojení Florida Keys
Roku 1815 postoupil španělský guvernér v Havaně ostrov Key West, tehdy ještě Cayo Hueso, Juanu Pablovi Salasovi z města St. Augustine na Španělské Floridě. V roce 1821 předalo Španělsko na základě Smlouvy Adams-Onís území Floridy Spojeným státům. Téhož roku prodal J. P. Salas Key West americkému obchodníkovi Johnu W. Simontonovi za 2000 dolarů. Simonton pak na Washingtonu žádal, aby na Key West zřídil námořní základnu, čímž by se jednak využila strategická poloha ostrova a v oblasti by se rovněž nastolilo právo a pořádek. 
Matthew C. Perry připlul na Key West 25. března 1822 jako velitel škuneru USS Shark, vztyčil na ostrově vlajku Spojených států a prohlásil souostroví Florida Keys za území Spojených států amerických. Na počest tehdejšího ministra námořnictva Smithe Thompsona přejmenoval Perry Cayo Hueso na Thopsonův ostrov. Přístav Port Rodgers pak dostal jméno podle předsedy Rady námořních komisařů. Ani jedno z těchto jmen se však neudrželo. 

### Otec parního námořnictva

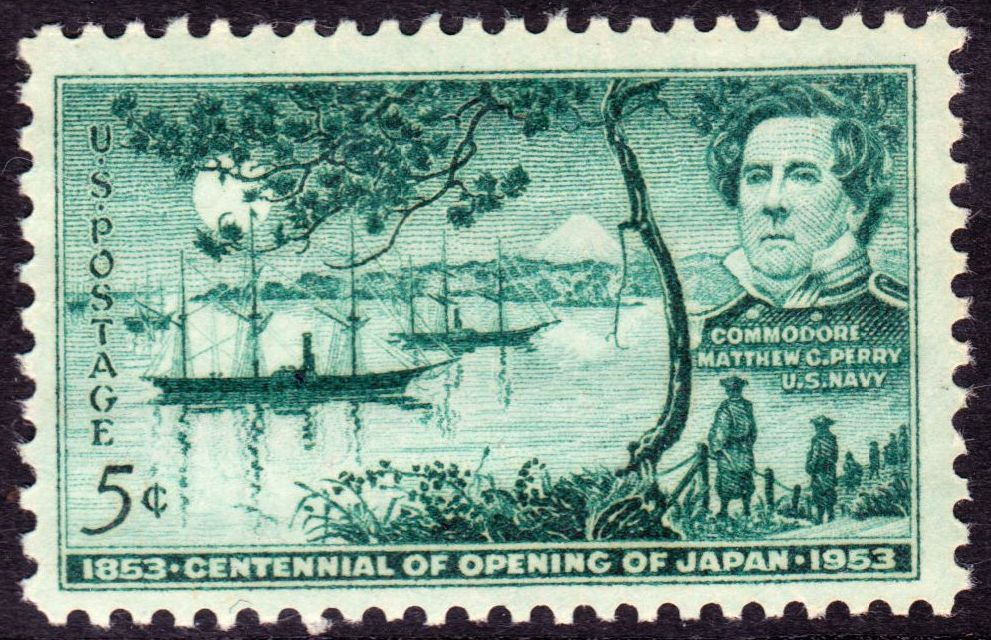
Komodor Matthew C. Perry na pěticentové známce z roku 1953

Perry byl hluboce přesvědčen o potřebě vzdělávání nových námořníků. Podporoval proto systém jejich výchovy a pomáhal sestavovat učební osnovy pro Námořní akademii Spojených států. Byl zaníceným zastáncem modernizace námořnictva. Poté co byl povýšen do kapitánské hodnosti, dohlížel na stavbu druhé kolesové parní fregaty US Navy, USS Fulton o výtlaku 720 tun, které po jejím uvedení do služby 13. prosince 1837 velel. Byl nazýván „Otcem parního námořnictva“. Zatímco velel fregatě Fulton, zorganizoval první americký sbor námořních inženýrů a vedl první americkou námořní dělostřeleckou školu na pobřeží New Jersey. 

### Povýšení na komodora
Poté co se Matthew C. Perry stal v červnu 1840 komodorem, jmenoval ho ministr námořnictva velitelem Newyorských loděnic Námořnictva. Až do roku 1857 neexistovala v Námořnictvu Spojených států vyšší hodnost než kapitán, takže jmenování komodorem mělo značnou váhu. Důstojník, jehož období ve velicí funkci skončilo, se měl podle úředních zvyklostí vrátit do své původní hodnosti, avšak praxe byla taková, že si důstojníci, kteří obdrželi hodnost komodora, ponechali toto označení po zbytek života. Stejně to učinil i Perry
Během svého působení v brooklynských loděnicích pobýval Matthew C. Perry ve velitelském domě v brooklynské části Vinegar Hill. Tento dům stojí dodnes. V roce 1843 převzal velení takzvané Africké eskadry, jejímž úkolem bylo bránit provozování obchodu s otroky v duchu Webster–Ashburtonovy dohody z roku 1842. Tento úkol vykonával i během následujícího roku. 

### Mexicko-americká válka

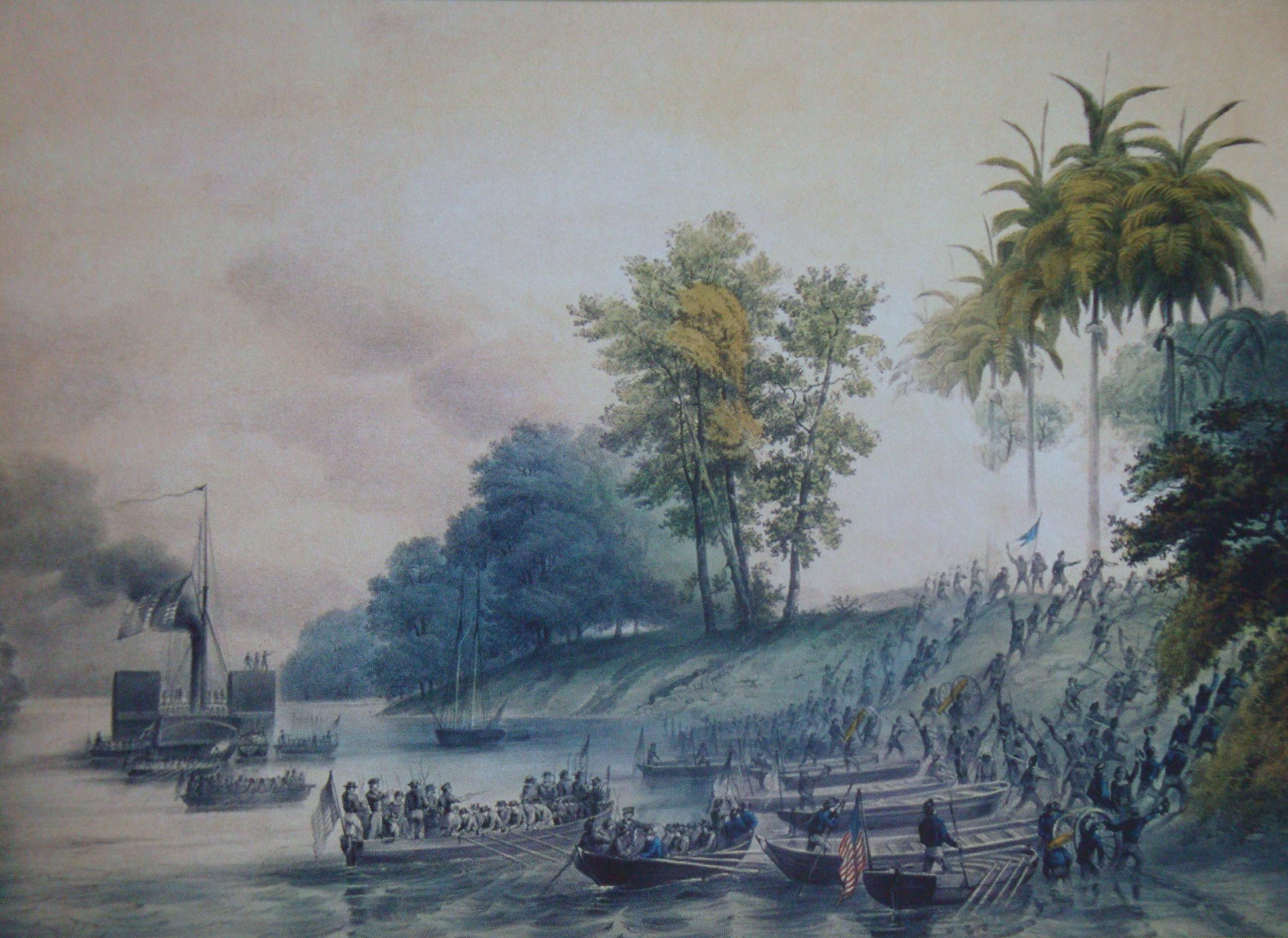
Útok Perryho jednotek při obsazení města San Juan Bautista (dnes Villahermosa) během druhé bitvy o Tabasco

Roku 1845 skončilo komodoru Davidu Connerovi funkční období velitele Domácí eskadry US Navy (Home Squadron), jejímž úkolem byla ochrana pobřežního obchodu, pomoc lodím v nouzi, potlačování pirátství a transatlantického obchodu s otroky, provádění pobřežního průzkumu a výcvik lodních posádek k poskytování pomoci jiným lodím na širém moři. Avšak vzhledem k napjaté situaci kolem anexe Texasu a hrozícímu válečnému střetu s Mexikem, z něhož následujícího roku skutečně vzešla mexicko-americká válka, došly úřady k názoru, že tváří v tvář válce není vhodné měnit velitele. Perry, který měl Connera ve velitelské funkci nahradit, se tak stal jeho zástupcem a kapitánem kolesové fregaty USS Mississippi. V rámci první bitvy o Tabasco (24.–26. října 1846) dobyl Perry město Frontera ve státě Tabasco, ale nepodařilo se mu totéž v případě hlavního města státu San Juan Bautista (Villahermosa), jehož obranu řídil podplukovník Juan Bautista Traconis. V polovině listopadu se pak spolupodílel na dobytí přístavního města Tampico ve státě Tamaulipas. 
Po bojích u Tampika byl Perry kvůli opravám nucen zakotvit ve virginském přístavu Norfolk, kde ho zastihla zpráva o útoku na přístav Veracruz 9. března 1847. Jeho návrat do USA umožnil Perryho nadřízeným, aby ho konečně jmenovali velitelem Domácí eskadry. Komodor Perry okamžitě vyplul za svojí flotilou a podpořil obléhání Veracruzu z moře. Po pádu města 29. března 1847 postupoval generál Winfield Scott se svojí armádou dál do mexického vnitrozemí směrem na hlavní město, které se mu v polovině září vzdalo. Komodor Perry začal s „Moskytí flotilou“ (Mosquito Fleet) dobývat zbývající mexická přístavní města. Jako první padl 18. dubna Tuxpan. V červenci potkal v rámci druhé bitvy o Tabasco (15.–16. června) stejný osud hlavní město státu San Juan Bautista. Perry osobně vedl výsadek o síle 1173 mužů, který napadl město z pevniny a obsadil ho. 

## Ukončení izolace Japonska

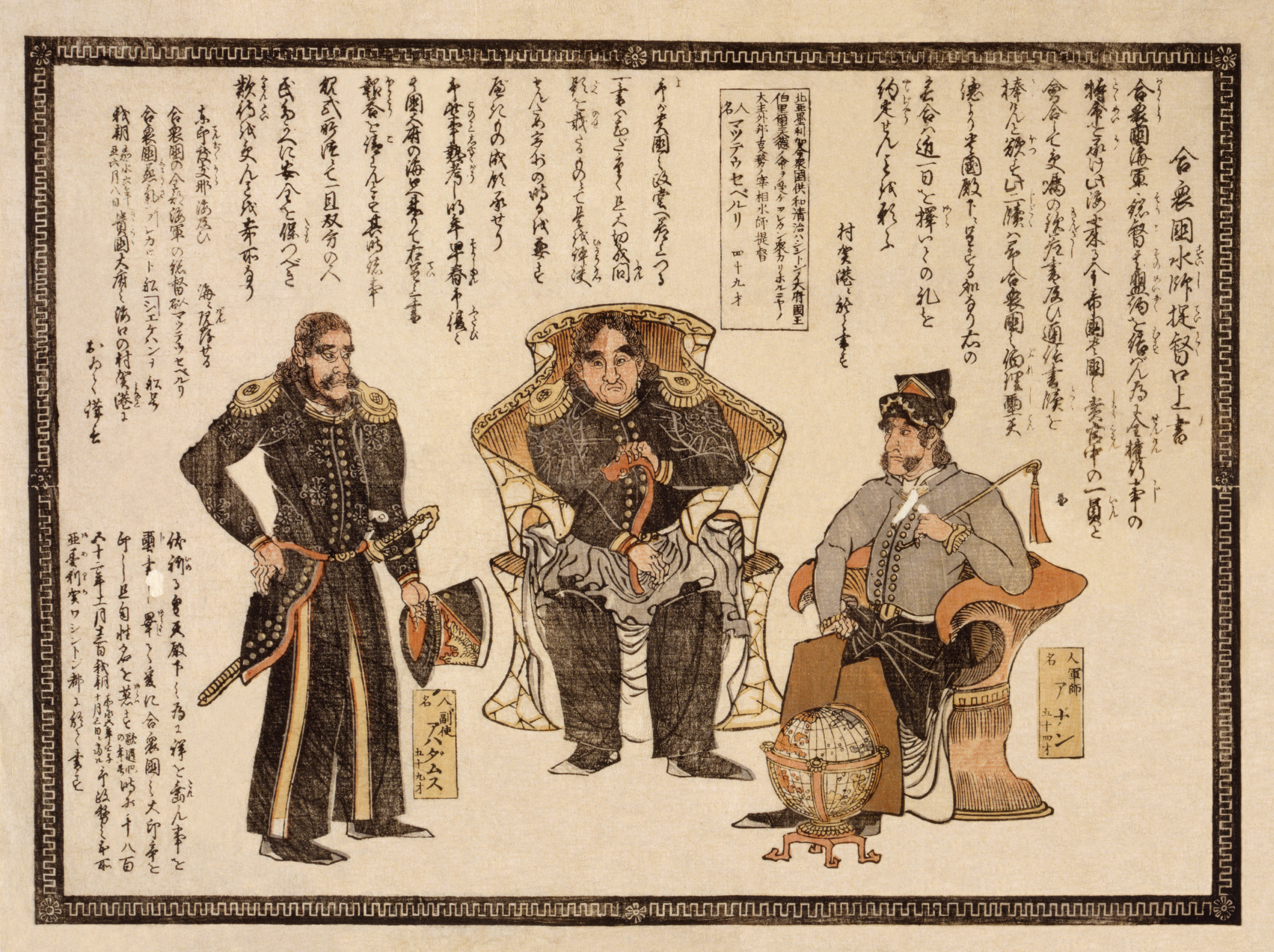
Japonský dřevotisk znázorňující komodora Perryho (uprostřed) se dvěma vysokými americkými námořními důstojníky

Americký prezident Millard Fillmore pověřil roku 1852 Perryho úkolem vynutit si otevření japonských přístavů pro americký obchod. Bude-li to nutné, měl toho dosáhnout pomocí politiky dělových člunů. Tento požadavek byl vyvolán několika faktory, především vzrůstajícím obchodem mezi USA a Čínou, přítomností amerických velrybářů v japonských pobřežních vodách a rostoucí monopolizací vhodných přístavů pro zásobování uhlím evropskými mocnostmi v Asii. Námořníci z cizích lodí, které ztroskotaly u japonského pobřeží, byli buď uvězněni, nebo popraveni. Jedním z požadavků byl i bezpečný návrat takových osob. Američany rovněž pobízela doktrína tzv. zjevného osudu, podle níž je Spojeným státům souzeno, aby obsadily celý severoamerický kontinent nebo ovládly celou západní polokouli, a touha vnutit výhody západní civilizace a křesťanství tomu, co považovali za zaostalé asijské národy. Japonci byli sice před Perryho výpravou varováni Portugalci, odmítali však změnit svoji 250 let trvající politiku dobrovolné izolace neboli sakoku, doslova „uzavřené země“. V zemi se hodně debatovalo o tom, jak nejlépe čelit tomuto možnému ohrožení japonské ekonomické a politické suverenity.
Dne 24. listopadu 1852 vyplul komodor Perry jako čerstvý velitel Východoindické eskadry, jejímž úkolem bylo chránit americké zájmy na dálném východě, z virginského Norfolku do Japonska se záměrem uzavřít s Japonskem obchodní smlouvu. Za svoji vlajkovou loď si zvolil parní kolesovou fregatu USS Mississippi o výtlaku 3220 tun. Cestou se zastavil na Madeiře (11.–15. prosince), Svaté Heleně (10.–11. ledna), Kapském Městě (24. ledna –3. února), Mauriciu (18.–28. února), Cejlonu (10.–15. března), Singapuru (25.–29. března) a v Macau a Hongkongu (7.–28. dubna). V Hongkongu se setkal se sinologem Samuelem Wellsem Williamsem, který přeložil jeho oficiální listiny do čínštiny. K Perryho loďstvu se zde připojila dělová šalupa USS Plymouth. Perry pokračoval dál do Šanghaje (4.–17. května), kde se setkal s americkým diplomatem Antonem L. C. Portmanem, který  přeložil jeho oficiální listiny do nizozemštiny. K Perryho loďstvu se zde připojila parní kolesová fregata USS Susquehanna o výtlaku 2450 tun.
Komodor Perry poté přešel na Susquehannu jako na svoji novou vlajkovou loď a pokračoval do Nahy na ostrově Okinawa, kde pobýval od 17. do 26. května. Nedbaje na nároky vládce knížectví Sacuma na souostroví Rjúkjú, domáhal se přijetí u rjúkjúského krále Šó Taie na hradě Šuri a zajistil si sliby, že Rjúkjúské království se nebude bránit obchodu se Spojenými státy. V polovině června pak pokračoval dál k Boninským ostrovům, kde se setkal s místními obyvateli a zakoupil tu pozemek.

### První návštěva (1853)

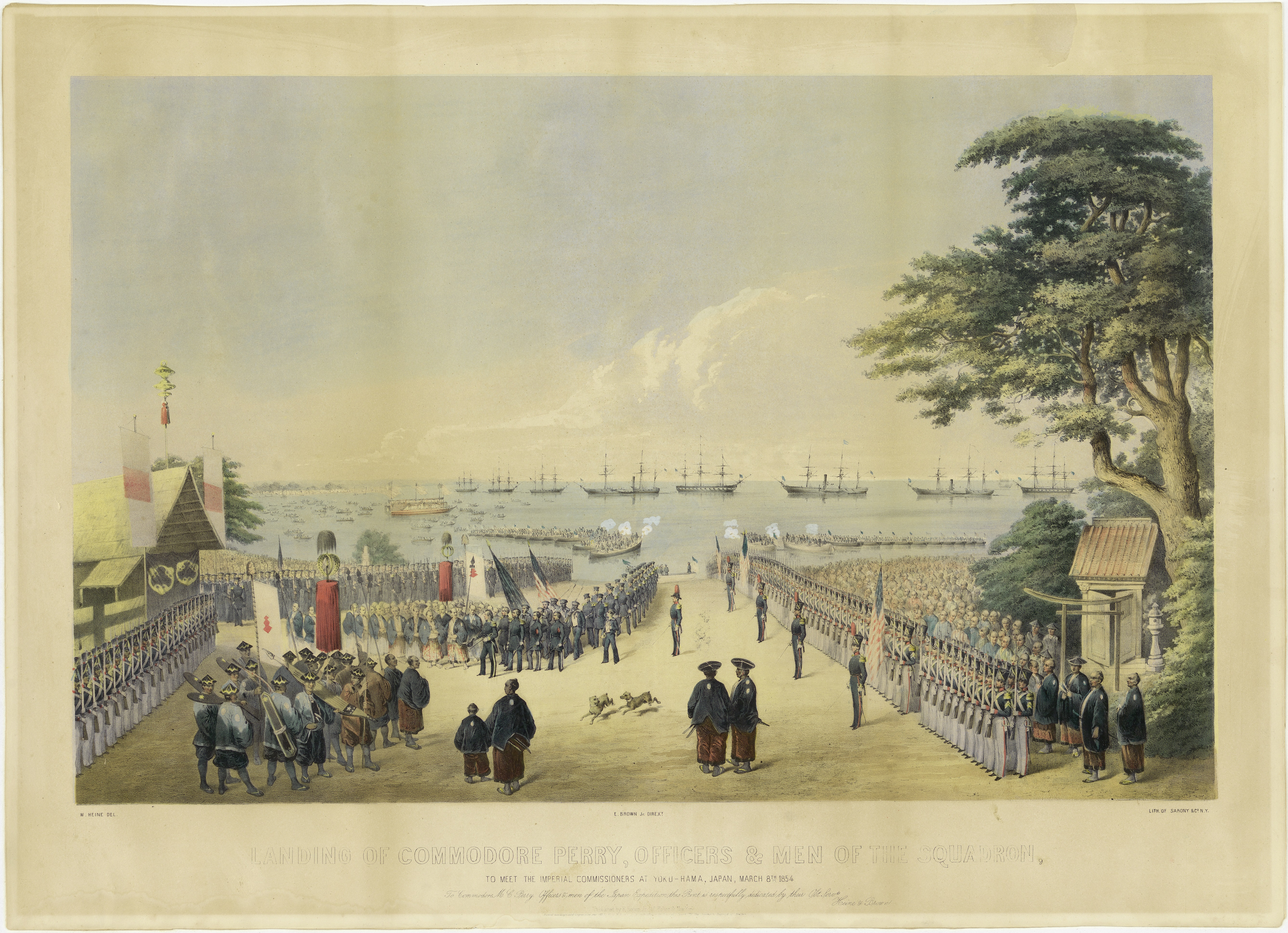
Perryho návštěva v roce 1854

Do přístavu Uraga při vstupu do Tokijského zálivu připlul komodor Perry se svojí eskadrou 8. července 1853. V tomto rozhodujícím okamžiku jednal na základě znalosti předchozích japonských kontaktů se západními loděmi a japonského hierarchického systému. Proplul tedy se svými loděmi kolem japonských linií směrem k hlavnímu městu Edo a nařídil jim namířit děla na přístavní město Uraga. Odmítl japonské požadavky, aby opustil záliv a případně pokračoval dál do Nagasaki, jež bylo jediným japonským přístavem, kam směly připlouvat cizí lodě.
Perry dal Japoncům na vybranou, když jim předložil bílou vlajku a současně s ní dopis, v němž jim oznamoval, že v případě, že se rozhodnou bojovat, Američané je zničí. Vypálil rovněž několik varovných slepých výstřelů ze svých 73 děl, o nichž tvrdil, že to bylo na oslavu Dne nezávislosti. Perryho lodě byly vyzbrojeny novými Paixhansovými děly, která střílela dělostřelecké granáty naplněné explozivní látkou a dokázala tak způsobit každým granátem značnou škodu. Nedbaje na námitky místních úředníků Perry nařídil, aby posádky jeho lodí zahájily průzkum pobřeží a okolních vod.
Šógun Iejoši Tokugawa byl v té době vážně nemocen a nemohl se věnovat státním záležitostem. Jeho vláda se proto nedokázala rozhodnout, jak se s Perryho neslýchanou výhrůžkou, jež ohrozila hlavní město, vypořádat.  Ministr Abe Masahiro 11. července rozhodl, že pouhé přijetí dopisu amerického komodora ještě neznamená porušení japonské suverenity. Toto rozhodnutí bylo doručeno do Uragy a komodor Perry byl požádán, aby své loďstvo přesunul trochu víc na jihozápad k přístavu Jokosuka, kde mu bylo umožněno 14. července 1853 zakotvit. Zde Perry odevzdal vládním zmocněncům oficiální listiny a se slibem, že se příští rok vrátí pro japonskou odpověď, odplul do Hongkongu.

### Druhá návštěva (1854)

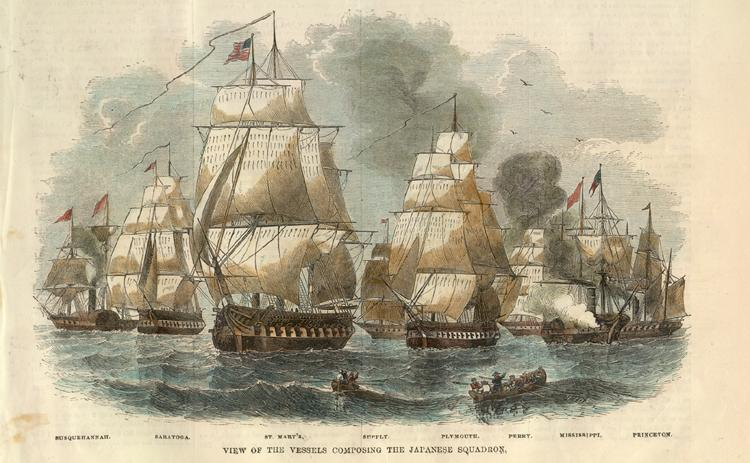
Perryho eskadra při jeho druhé návštěvě Japonska

Při své druhé cestě do Japonska komodor Perry zakotvil na 10 dní v Ťi-lungu na ostrově Formosa (dnešní Tchaj-wan). Perry a členové jeho posádky zkoumali možnosti těžby uhlí, jež nabízela zdejší ložiska. Ve svých zprávách Perry zdůrazňoval, že ostrov má výhodnou polohu pro obchodní účely a dá se současně velmi dobře bránit, takže by mohl sloužit jako základna, podobně jako sloužila Kuba Španělům v Americe. Okupací Formosy by USA mohly čelit monopolizaci hlavních obchodních cest evropskými námořními mocnostmi. Vláda Spojených států však na Perryho návrh začlenit Formosu pod správu USA nereagovala.  
Perry si pro velení své eskadry vybral důstojníky, s nimiž sloužil v mexicko-americké válce. Kapitánem Susquehanny jmenoval komandéra Franklina Buchanana a svým zástupcem určil kapitána plachetní fregaty USS Macedonian o výtlaku 1341 tun Joela Abbota. Náčelníkem jeho štábu se stal komandér Henry A. Adams. Nejstarším důstojníkem jednotek námořní pěchoty byl major Jacob Zeilin, budoucí velitel Námořní pěchoty Spojených států, který se plavil na kolesové fregatě USS Mississippi.
Perry se do Japonska vrátil 13. února 1854, tedy již po půl roce, ačkoli sliboval, že se pro japonskou odpověď vrátí až za rok. Jeho eskadru tvořilo 10 lodí a 1600 mužů. Tato akce byla vypočítána tak, aby se Japonci cítili pod tlakem. Po počátečním odporu dostal Perry svolení zakotvit 8. března v Kanagawě, dnes část Jokohamy. Zde byla také 31. března podepsána Japonsko-americká smlouva o míru a přátelství. Za americkou stranu ji jako zplnomocněnec podepsal komodor Perry, za japonskou diplomat a hlava císařské univerzity Akira Hajaši. Perry odplul, domnívaje se mylně, že dohodu uzavřel se zástupcem císaře. Nepochopil přitom, jaké je skutečné postavení šóguna coby de facto vládce celého Japonska. Na zpáteční cestě navštívil Perry přístavy Hakodate na ostrově Hokkaidó a Šimoda na ostrově Honšú, jež měly být podle smlouvy otevřeny pro návštěvy amerických lodí.  

### Návrat do Spojených států (1855)
Po návratu do USA přiznal Kongres Perrymu odměnu ve výši 20 000 dolarů (582 000 dolarů v roce 2023) jako uznání jeho úspěšné japonské mise. Komodor použil část peněz na přípravu a vydání třísvazkové zprávy o misi nazvané Popis výpravy americké eskadry do čínských moří a Japonska. Při odchodu do důchodu, poté co jeho zdraví začalo selhávat, byl komodor Matthew Calbraith Perry za své služby povýšen na kontradmirála.

## Poslední roky
Poslední roky života strávil Perry v New Yorku. Trpěl jaterní cirhózou způsobenou nadměrným požíváním alkoholu a dnou, jež mu působily vážné zdravotní komplikace, bránily mu v plnění služebních povinností a posléze vedly k jeho smrti. Připravoval k vydání popis své japonské mise, který dokončil 28. prosince 1857.  Dva dny nato byl odvolán ze svého místa a převeden na seznam uvolněných důstojníků námořnictva. Při čekání na další rozkazy 4. března 1858 zemřel na revmatickou horečku, která napadla srdce doprovázená komplikacemi způsobenými dnou a cirhózou.
Matthew Calbraith Perry je pohřben v Newportu ve státě  Rhode Island, kam byl rodinou převezen ze hřbitova u kostela sv. Marka ve čtvrti Bowery jižním Manhattanu, kde byl původně pohřben.